# 內河碼頭 (深圳)
深圳內河碼頭是深圳特區地方建材的主要裝卸碼頭。碼頭海岸線長308米，共有11個泊位，最大靠泊能力為500噸。